# Union africaine de gymnastique
L'Union africaine de gymnastique (UAG) est l'une des quatre unions continentales qui constituent la Fédération internationale de gymnastique (FIG). L'UAG est une organisation autonome, qui défend les intérêts de la gymnastique africaine et de ses fédérations membres. Elle est basée à Alger.
Après une série de discussions et de réunions à Tunis en 1988, l'UAG voit le jour le 20 octobre 1990 à Alger (Algérie) à l'occasion des premiers Championnats d'Afrique de gymnastique artistique. L'Assemblée générale constitutive rassemble alors 8 fédérations (Algérie, Côte d'ivoire, Égypte, Maroc, Namibie, Niger, Tunisie, Zimbabwe).
En 1990, Mohamed Lazhari a été nommé le premier président de l'Union africaine de gymnastique.